# Anne Lawaetz Arhnung
Anne Lawaetz Arhnung (født 28. juni 1969) er bestyrelsesmedlem i en række fonde, organisationer og virksomheder. Anne Lawaetz Arhnung var administrerende direktør for Landbrug & Fødevarer, fra 2018, hvor hun overtog posten fra Karen Hækkerup, som fratrådte i oktober 2018. I 2021 fratrådte Anne Lawaetz Arhnung efter eget ønske som administrerende direktør for Landbrug & Fødevarer pga. uenighed med Formandskabet for Landbrug & Fødevarer om håndtering af en Sexisme-sag i et tilknyttet datterselskab.

## Privat
Hun er født (1969) i Nykøbing Falster i en landbrugsfamilie, som gennem to generationer har beboet og forpagtet Fuglsang Gods. Først under Godsejer Bodil de Neergaard og siden under Det Classenske Fideicommis. Anne Arhnungs far hed Hans Axel Herman Lawaetz Arhnung og mor hedder Kirsten Skude Arhnung. Anne Arhnung har også en bror, der hedder Henrik Daniel Lawaetz Arhnung.
Anne Arhnung er gift med gdr. Niels Dengsø Jensen, der er formand for DLG (Dansk Landbrugs Grovvareselskab) samt AP pension Han driver til daglig en kvægbedrift nord for Viborg med 300 ha jord og 300 malkekøer.
Anne Arhnung har to døtre fra et tidligere ægteskab.

## Uddannelse
Anne Lawaetz Arhnung er matematisk student fra Nykøbing Falster Katedralskole (1989).
Hun har gennemført den landbrugsfaglige grunduddannelse på Ladelund Landbrugsskole.
Efterfølgende blev hun cand.jur. i 1996 fra Københavns Universitet.
Anne Lawaetz Arhnung har efteruddannet sig via ophold på Harvard; Wharton, og CBS-bestyrelsesuddannelse.

## Landbrug & Fødevarer
I 25 år bestred Anne Lawaetz Arhnung forskellige poster i erhvervsorganisationen Landbrug & Fødevarer, der repræsenterer danske landmænd og fødevarevirksomheder.
Som nyuddannet jurist blev hun ansat som konsulent i det daværende Landbrugsrådet (1996-2002). Derefter blev hun ansat som direktionsassistent i Landbrugsrådet (2002-2007), hvor hun fik indgående kendskab til øverste direktion og ledelse i organisationen. Dernæst blev hun sekretariatschef i Landbrugsrådet og Landbrug & Fødevarer (2007-2011). Jobbet gav hende stor viden om den forestående fusion mellem de to organisationer. Hun blev områdedirektør i ledelsessupport i Landbrug & Fødevarer (2011-2012). Hun blev medlem af direktionen og direktør for medlemsforhold og organisation i Landbrug & Fødevarer (2012-2014), viceadministrerende direktør i Landbrug og Fødevarer (2014-2016). Inden Anne Arhnung overtog posten som administrerende direktør fra Karen Hækkerup i november 2018, var Anne Arhnung direktør for SEGES – landbrugets Innovationscenter (2016-2018).
Som administrerende direktør for Landbrug & Fødevarer havde Anne Arhnung over 1000 medarbejdere under sig. Hovedparten på Axelborg i København og eller i Agro Food Park, hvor SEGES ligger i Skejby.

## Landbruget og klima
En af Anne Arhnungs første store opgaver i jobbet som administrerende direktør blev at lancere en klimavision for hele landbrugs- og fødevareerhvervet. Det gjorde hun i marts 2019 med målet om, at den danske fødevareklynge skal producere klimaneutralt i senest 2050.